# Wait 'Til You're Older
Pour plus de détails, voir Fiche technique et Distribution.
Wait 'Til You're Older (童夢奇緣, Tung mung kei yun) est une comédie fantastique hongkongaise réalisée par Teddy Chan (en) et sortie en 2005 à Hong Kong.
Elle totalise 2 577 734 US$ de recettes au box-office.

## Synopsis
Chan Chi-kwong (Howard Sit) est un petit garçon qui vit avec son père (Felix Wong) et sa belle-mère (Karen Mok). Il blâme celle-ci pour le suicide de sa mère 3 ans plus tôt et s’enfuit continuellement de la maison. Un jour, alors qu’il se rend à l’école, il rencontre dans le parc un vieil homme excentrique (Feng Xiaogang) qui verse accidentellement une potion magique qu'il a créée à l'égout. Le lendemain, un énorme arbre a poussé dans le drain à partir d'un graine. Kwong se rend chez l'homme et lui vole la potion, qui tombe et se brise quand il tente de s'enfuir. Une partie pénètre dans une coupure de sa main et le lendemain, il se réveille et découvre qu'il a le corps d'un adulte de 20 ans. Kwong (Andy Lau) est ravi de la situation et du fait qu'il puisse enfin partir de chez lui. En vieillissant un peu plus chaque jour, il en apprend davantage sur l'âge adulte et sur la situation de ceux qui l'entourent.

## Fiche technique
- Titre original : 童夢奇緣
- Titre international : Wait 'Til You're Older
- Réalisation : Teddy Chan (en)
- Scénario : Cheung Chi-kwong et Susan Chan
- Photographie : Anthony Pun
- Montage : Kwong Chi-leung
- Musique : Peter Kam
- Production : Teddy Chan et Cheung Chi-kwong
- Société de production : Media Asia Entertainment Group, Sil-Metropole Organisation et Sum-Wood Productions
- Société de distribution : Media Asia Distribution
- Pays d'origine :  Hong Kong
- Langue originale : cantonais
- Format : couleur
- Genre : Comédie fantastique
- Durée : 89 minutes
- Dates de sortie :
  - Hong Kong et Singapour : 29 septembre 2005
  - Malaisie : 6 octobre 2005
  - Taïwan : 18 novembre 2005

## Distribution
- Andy Lau : Chan Chi-kwong
- Karen Mok : Tsui Mun
- Felix Wong : Chan Man
- Cherrie Ying : Miss Lee
- Gordon Lam : le vice-principal de Chow
- Howard Sit : le jeune Chan Chi-kwong
- Chim Pui-ho : Bear
- Jacky Wong : Billy
- Feng Xiaogang : Bum, le vagabond
- Li Bingbing : la mère de Kwong
- Chapman To : le policier
- Kristal Tin (en) : la policière
- Nicola Cheung (en) : Miss Wong
- Simon So : Jack, le capitaine de l'équipe de basket-ball
- Joe Cheung : Joe
- Lee Yee-man (en) : la dame de la bière

## Récompenses et nominations
| Prix et nominations                                     | Prix et nominations                 | Prix et nominations                                                                               | Prix et nominations |
| Cérémonie                                               | Catégorie                           | Récipiendaire                                                                                     | Issue               |
| ------------------------------------------------------- | ----------------------------------- | ------------------------------------------------------------------------------------------------- | ------------------- |
| 25e cérémonie des Hong Kong Film Awards                 | Meilleur acteur                     | Andy Lau                                                                                          | Nomination          |
| 25e cérémonie des Hong Kong Film Awards                 | Meilleure actrice                   | Karen Mok                                                                                         | Nomination          |
| 25e cérémonie des Hong Kong Film Awards                 | Meilleur scénario                   | Cheung Chi-kwong, Susan Chan                                                                      | Nomination          |
| 25e cérémonie des Hong Kong Film Awards                 | Meilleure chanson originale         | Chanson : Won't Dare to Next Time (下次不敢) Compositeur : Peter Kam Parolier/Chanteur : Andy Lau | Nomination          |
| 11e cérémonie des Golden Bauhinia Awards                | Meilleur acteur                     | Andy Lau                                                                                          | Nomination          |
| 11e cérémonie des Golden Bauhinia Awards                | Meilleur scénario                   | Cheung Chi-kwong, Susan Chan                                                                      | Nomination          |
| 11e cérémonie des Golden Bauhinia Awards                | Acteur le plus populaire            | Andy Lau                                                                                          | Lauréat             |
| 11e cérémonie des Golden Bauhinia Awards                | Top 10 des films en langue chinoise | Wait 'til You're Older                                                                            | Lauréat             |
| 12e cérémonie des Hong Kong Film Critics Society Awards | Meilleure actrice                   | Karen Mok                                                                                         | Nomination          |